# 光頜鋸鱗魚
光頜鋸鱗魚為輻鰭魚綱金眼鯛目金鱗魚亞目金鱗魚科的其中一種，分布於東太平洋區，從加利福尼亞灣至厄瓜多海域，棲息深度3-24公尺，體長可達18公分，棲息在礁石區，白天躲藏在洞穴中，夜晚成小群活動，以甲殼類為食，可做為食用魚。

## 擴展閱讀
維基物種上的相關：光頜鋸鱗魚